# Hřbitov v Kuklenách
Hřbitov v Kuklenách je jeden z královéhradeckých městských hřbitovů, na kterém se začalo pohřbívat v roce 1784 a za svou historii byl několikrát rozšiřován.

## Popis hřbitova

### Obřadní síň

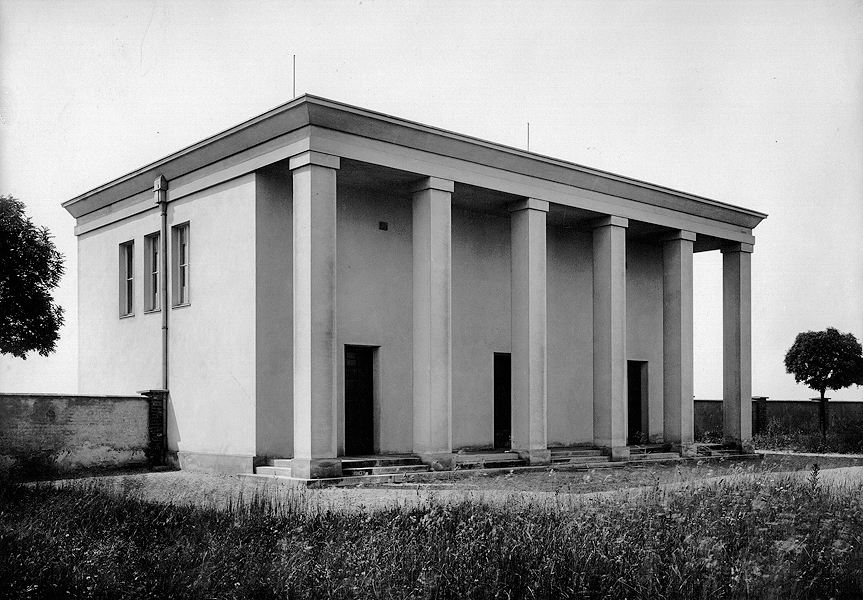
Obřadní síň na dobovém záběru z 30. let 20. století

Hřbitov sestává z původních 4 částí. Na nejstarší se již dávno nepochovává. Vpředu nalezneme železný kříž, věnovaný královéhradeckým kanovníkem Janem Teichlem v roce 1838. V zadní části je obřadní síň se sloupovým vstupním průčelím spojená s kolumbáriem, která byla postavena v letech 1925–1926 společným nákladem kolatorních obcí Kukleny, Pražské Předměstí, Svobodné Dvory, Plačice a Vlčkovice. Stavbu projektoval architekt Oldřich Liska a provedl ji stavitel František Kadleček.

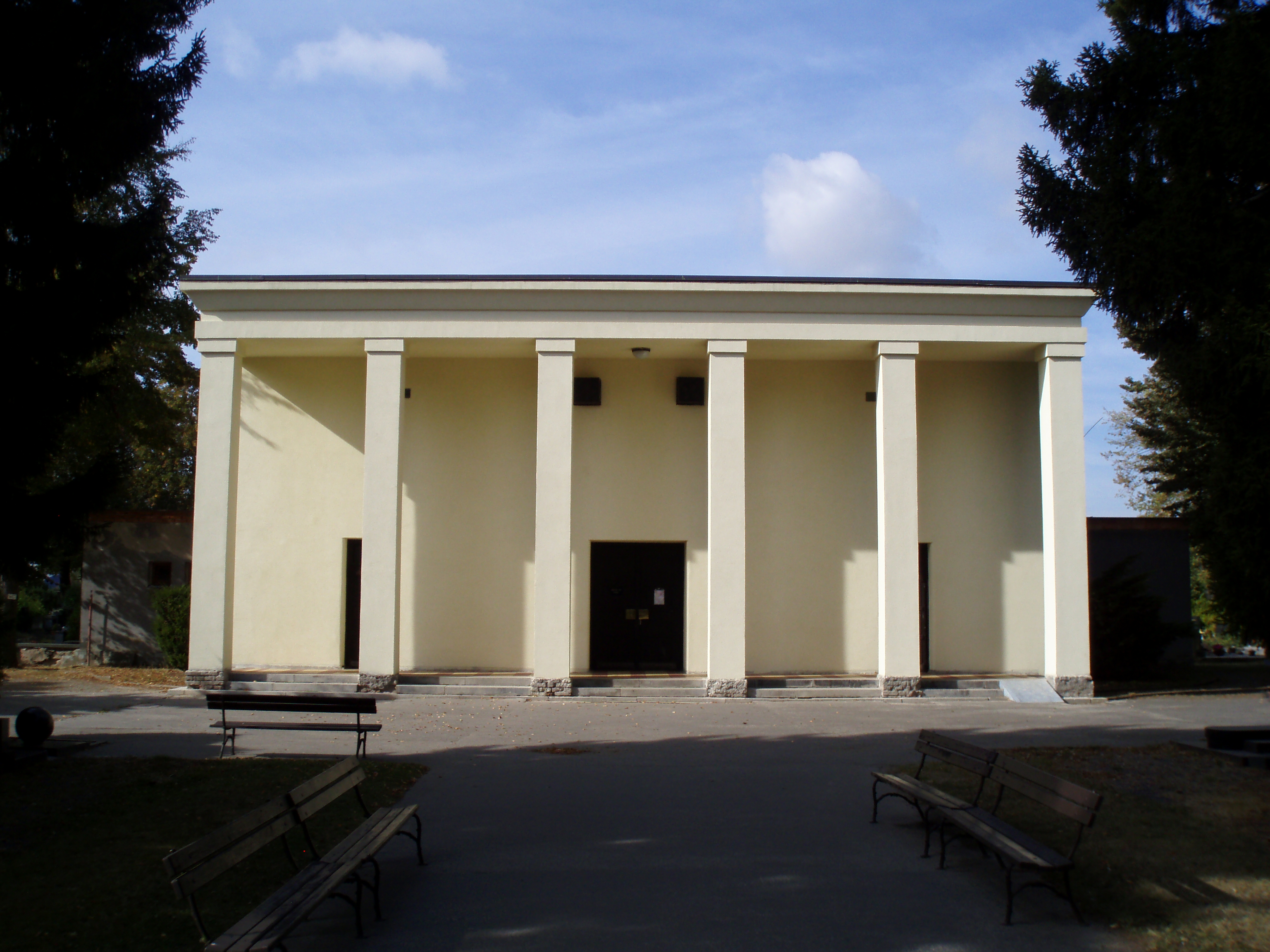
Obřadní síň

Roku 1930 se kuklenská městská rada usnesla na tom, aby obřadní síň na hřbitově byla v letních měsících otevřena pro veřejnost vždy v neděli od 2 do 6 hodin odpoledne. K tomu účelu byl najat hlídač, který byl nucen též obřadní síň uklidit za odměnu 15 Kč za jednu neděli. V letech 1969–1970 byl objekt zrekonstruován v hodnotě více než 1 milion korun.
V letech 2003–2010 se postupně opravily střecha, stropy, sociální zařízení, fasáda, vyměnila se okna i celé zadní prosklené stěny, rekonstrukcí prošlo chladicí zařízení a další části objektu.

### Náhrobky
Náhrobek akademického malíře Bohumila Kubišty z roku 1918 zhotovil František Bílek, který pomník pojal jako trojídlén panó, jehož střední mělkou niku vyplňuje reliéf alegorie Osudu, resp. múzy zapisující do Knihy života. Vytesaný nápis pod reliéfem přináší krédo „Obsáhnouti život silným tahem“. Náhrobek je veden jako kulturní památka. 
Další památkou je náhrobek rodiny Nejedlých s monumentální sochou proroka Eliáše od Františka Bílka. Dále musíme jmenovat náhrobky zakladatele lidového peněžnictví a venkovských záložen Františka Cyrila Kampelíka, zakladatele chovu bourců morušových a prvního místopředsedu královéhradecké České hedvábnické jednoty Atanáše Kopeckého, průmyslníka Josefa Pilnáčka, zakladatele mydlářské firmy Pilnáček, jeho syna Josefa Václava Bohuslava Pilnáčka, starosty města v letech 1929–1942, tiskaře Jana Hostivíta Pospíšila a jeho syna Ladislava Pospíšila, který převzal otcův závod. Ve východní zdi kostela je navíc zasazena deska s nápisem rodina Pospíšilova, před ní socha anděla chránícího křídly Pannu Marii s Ježíškem, pod nimi na desce rovněž nápis Rodina Pospíšilova. Náhrobek z roku 1862 na původním rodinném hrobě je dílem J. Marka. Vpravo ve zdi kostela najdeme druhou desku, a to Arnošta hraběte Kolowrata Krakowského.

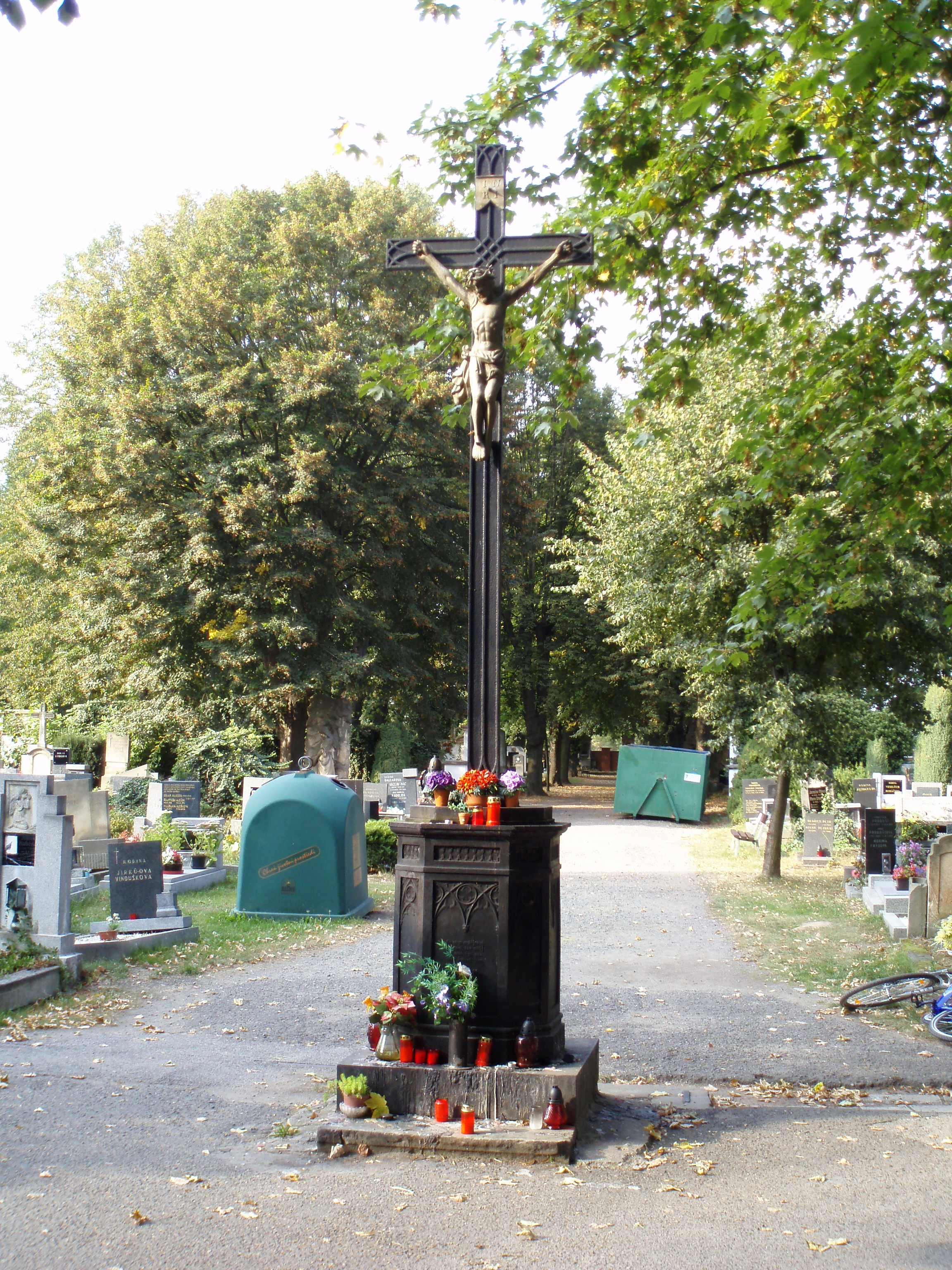
Hřbitovní kříž

Z dalších zde pohřbených uveďme ještě emeritního vojenského nadlékaře 18. pěšího pluku Františka Plakvice, advokáta JUDr. Františka Srdínka, říšského poslance a starostu královéhradeckého okresu Hynka Srdínka, říšského poslance a starostu Plačic Jiřího Rejchrta, knihkupce B. E. Tolmana, sochaře Martina Ježka, sbormistra Slavjanu Václava Styblíka, stavitele Josefa Homoláče, akademického malíře Oldřicha Homoláče, dlouholetého starosty Kuklen Josefa Kubce, ředitele reálky Františka Hozu, továrníka Františka Červeného či Annu Klicperovou, rozenou Švamberkovou, první manželku Václava Klimenta Klicpery.
Na křížení hřbitovních cest se severním směrem nachází novogotická náhrobní kaple rodiny Schulzovy z Peček, v níž stojí socha Ježíše Krista. Zhotovena byla v sochařské a kamenické firmě Hatle a Vejs v Hořicích. Další novogotický reprezentační náhrobek rodiny Weidnerovy (Adolf Weidner, továrník kovových výrobků) je při zdi uprostřed hřbitova. Proti náhrobku rodiny továrníka Aloise Nejedlého je novodobý monumentální náhrobek Vojtěcha Kulhánka a jeho syna Vojtěcha. Na široké kruhové podestě pod oblouky stojí socha muže opírajícího se o ozubené kolo. Další hodnotná moderní plastika, stojící žena, provedená v černé žule, stojí na hrobce ing. Františka Komárka. Společný hrob mají v nejstarší části hřbitova místní faráři (P. Josef Dobrovský, P. František Kouřil a P. Josef Kubeš).

### Pomníky
Při vchodu do hřbitova nalezneme vpravo pomník obětem 1. světové války a naproti vlevo pomník padlých rudoarmějců. 
Prvně zmíněný pomník má tvar vysokého pískovcového pylonu, kónicky se zužujícího a nasedajícího na hranolový sokl, který je kromě střídmých ozdob poset jmény desítek padlých občanů, z nichž některá jsou již zničená nebo nečitelná . Jeho autorem je kameník a sochař Vladimír Mertlík z Kuklen. Odhalení proběhlo 19. července 1925.
Druhý pískovcový pomník je věnován vojákům Rudé armády. Pět z nich, zajatců, zemřelo při pochodu smrti, šestý po osvobození nešťastnou náhodou. Jejich pozůstatky byly exhumovány z různých míst a pohřbeny na tomto místě. V jeho dolní části je reliéf ženy kladoucí věnec na symbolický hrob. Na tuto část nasedá obrácený komolý hranol se státním znakem SSSR na vrcholu zakončený pěticípou hvězdou. Pod státním znakem je nápis: „Skláníme se před památkou padlých hrdinů Rudé armády. K Gottwald. 1945–1955“. Autorem je Vladimír Mertlík a odhalení se konalo v roce 1955 při příležitosti 10. výročí osvobození. Od 3. května 1958 je památkově chráněn.

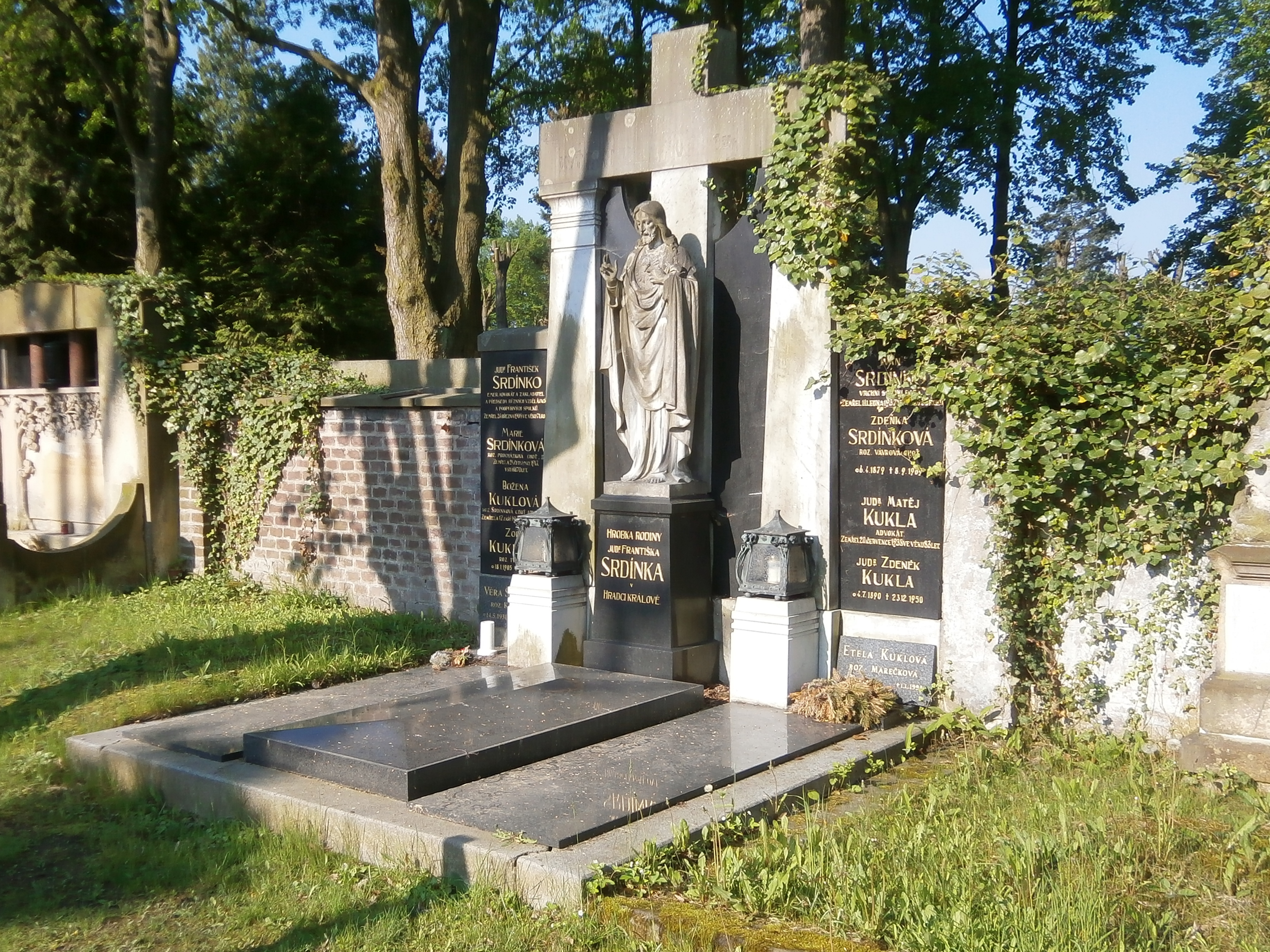
Hrob rodiny Srdínkovy

## Historie
Kuklenský hřbitov je od svého založení ve 2. polovině 18. století vlastnictvím církve, resp. římskokatolické farnosti u kostela sv. Anny. 20. února 1877 c. k. okresní hejtmanství oznamuje, že kuklenský hřbitov se nachází u náměstí a tím odporuje zákonu, který žádá, aby hřbitovy byly ze zdravotních důvodů přeloženy do širých polí. Zároveň nařídilo svolat zastupitelstvo a do měsíce podat zprávu o nápravě stávajícího stavu. O 6 dní později sem zajíždí okresní lékař, který konstatoval, že místní hřbitov nesplňuje žádný ze zdravotních předpisů:
1) Je malý, že ještě před uplynutím 10 let musí se pochovávat do starých hrobů, v nichž se dosud často nacházejí nespráchnivělé zbytky těl.
2) Nestojí umrlčí komora.
3) Asi polovina prostoru se nehodí na hřbitov, protože půda je příliš hlinitá.
4) Leží u samého náměstí.

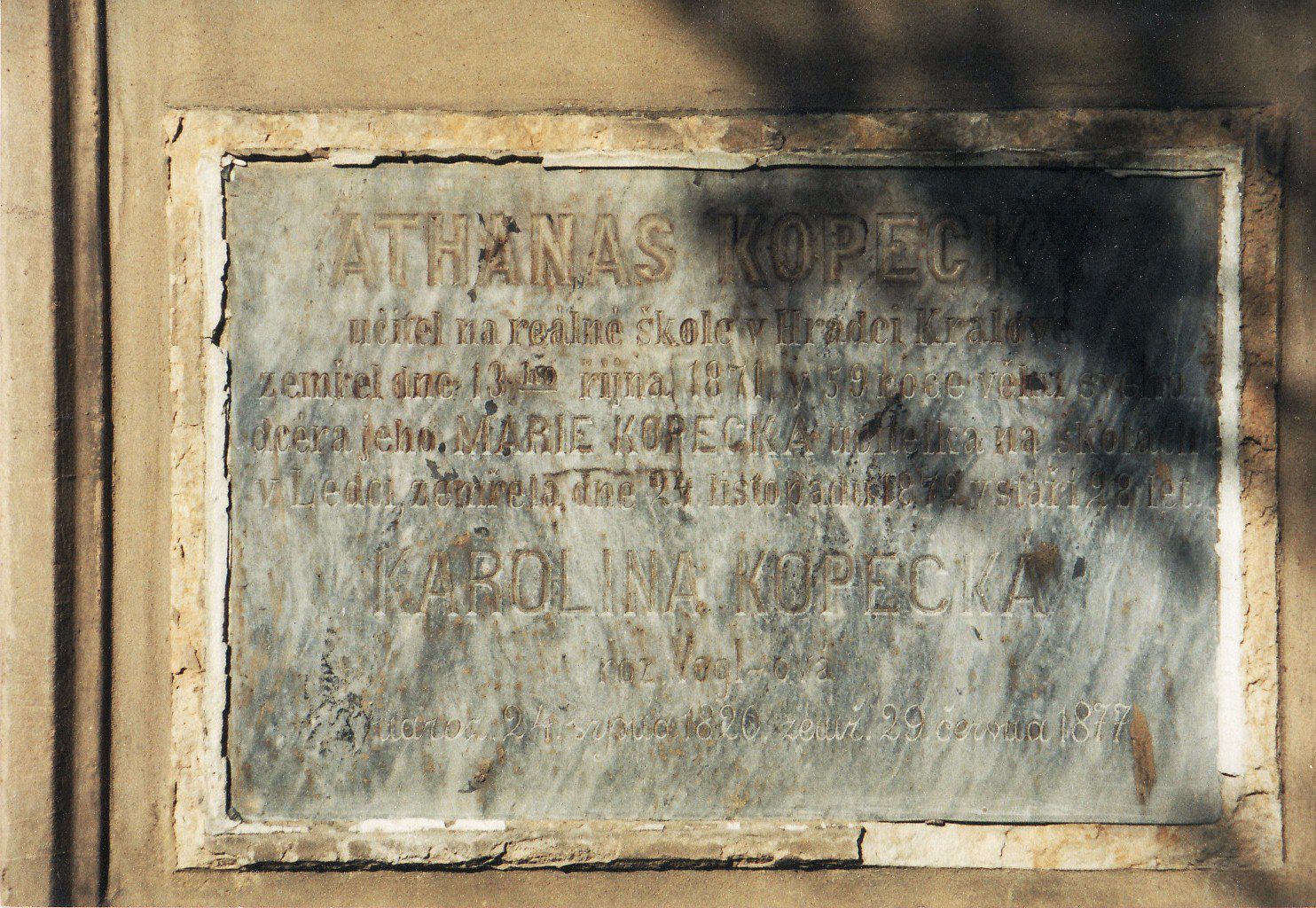
Náhrobek Atanáše Kopeckého, prvního místopředsedy královéhradecké České hedvábnické jednoty.

2. března se představenstvo obce proti tomuto ohradilo a oznámilo, že se od těchto vad dá odpomoci rozšířením hřbitova a postavením umrlčí komory. 12. března se obecní výbor usnesl, že by se přeložení a zrušení dosavadního hřbitova příčilo náboženskému citu všech přifařených. Zjištěno, že poplatky z hrobů se odvádějí k záduší, a tudíž je hřbitov majetkem záduše a obci o něm nepřísluší rozhodovat. Na 16. března svolalo okresní hejtmanství komisi, na kterou byli přizváni i zástupci přifařených obcí. Ta uznala, že by se hřbitov měl co nejdříve uzavřít, přeložit mimo městys a rozšířit. Za nový hřbitov okresní hejtmanství schválilo pole za severní zdí původního hřbitova. 25. května vzalo toto rozhodnutí na vědomí obecní zastupitelstvo a 10. července uzavřelo prozatímní smlouvu na koupi dotčeného pole od Čeňka Krčmáře z čp. 29 za 1 000 zl. Obec sama i přifařené obce se však následně do stavby nehrnou. Problémem se stala i stávající cesta, o jejímž zachování bylo jednáno s konsistoří a smíru bylo dosaženo až v lednu 1881. 30. dubna prodal Čeněk Krčmář pole za 2 430 zl. a stavbu provedl stavitel A. Žilka. Konečná smlouva na cestu přes starý hřbitov byla podepsána až 6. května 1893.
Postupem času přestal nově vzniklý hřbitov postačovat, a tak již 2. července 1888 se hřbitovní výbor domáhal rozšíření hřbitova na východní stranu. Okresní hejtmanství to zamítlo kvůli blízké studni v čp. 153. 4. května 1890 bylo povoleno rozšíření severním směrem. 1. března 1891 byl stavbou nového hřbitova pověřen Václav Michálek. V dubnu byla rozbourána umrlčí komora a 3. května byla provedena dražba materiálu z ní. 10. února 1892 bylo ve hřbitovním výboru oznámeno, že nový hřbitov byl postaven nákladem 12 000 zl. a 24. března se konala jeho kolaudace.
1. června 1893 vydal hřbitovní výbor vyhlášku, že se rozšíří cesta přes starý hřbitov na 8 m a upraví se tam místo na obracení pohřebních vozů. Zároveň si majitelé hrobů měli do tří měsíců přenést pomníky a pozůstatky svých příbuzných na nový hřbitov. 1. října 1906 obecní úřad vydal vyhlášku, že se starý hřbitov promění na park.
22. září 1908 byly na rozšíření hřbitova zakoupeny další pozemky, na jejichž zaplacení si obec vypůjčila 25 000 K u Zemské banky v Praze. V prosinci téhož roku tuto koupi odsouhlasilo okresní hejtmanství. 17. února 1909 byla schválena i ona půjčka. 3. dubna 1912 byla povolena stavba nového hřbitova. Kolaudace byla 7. ledna 1913 a povolení k užívání bylo dáno od 15. ledna téhož roku.

Koncem 20. let bylo uvažováno o zřízení krematoria, ale tento plán nebyl nikdy realizován.

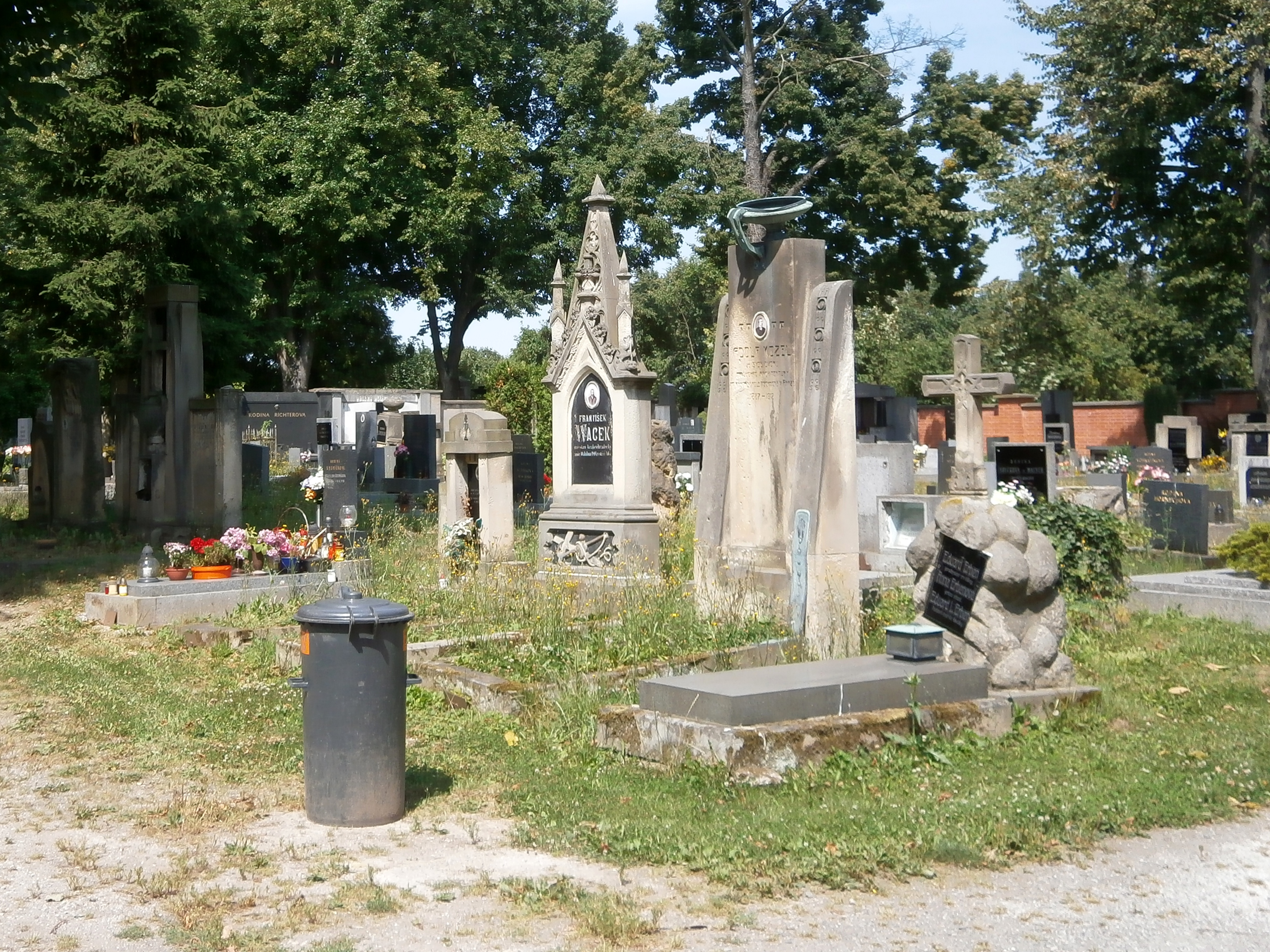
Některé ze starých náhrobků

Správa hřbitovů byla v naší republice v 50. letech minulého století státem převedena na obce, které si v mnoha případech posléze zřídily organizace k provozování hřbitovů, např. v rámci tzv. komunálních služeb. V tu dobu tedy provozovalo hřbitov město Hradec Králové prostřednictvím své organizace Technické služby. V roce 1967 bylo z iniciativy pracovníků pohřební služby započato s obřady v kolumbáriu při areálu hřbitova v Kuklenách. O 2 roky později byla dokončena výstavba kolumbária s 346 schránkami. V letech 1969–1970 byla rekonstrukcí původní církevní stavby vytvořena obřadní síň. Roku 1991 byl prodán květinový stánek v areálu hřbitova. 28. ledna 1994 byl hřbitov poškozen větrnou smrští.
Po roce 1989 si mohla církev převzít část svého majetku, a tak se kuklenská obřadní síň dostala do užívání církve, která ji pronajala jinému soukromému provozovateli pohřebních služeb. Správa hřbitova jako takového však zůstala městu, resp. jeho organizaci, a to i po 1. lednu 2002, kdy vešel v platnost nový zákon o pohřebnictví, neboť farnost nevyužila svoji možnost převzetí správy hřbitova dle tohoto zákona.
V roce 2009 byl zmíněn plán na celkovou rekonstrukci hřbitova, ale následujícího roku bylo všechno jinak. Jedinou změnou se v roce 2013 staly zdravotní řezy a kácení zdejšího stromoví.
Od 1. 10. 2018 provozuje kuklenskou smuteční síň společnost Smuteční síň Hradec Králové - Kukleny, s.r.o. Nový provozovatel postupně zvyšuje estetikou úroveň smuteční síně. Na konci roku 2018 byla rekonstruována místnost pro nejbližší pozůstalé. V následujícím roce 2019 byl sál síně vymalován, byla rovněž nainstalována klimatizace. Výrazných změn doznalo i technické zázemí objektu. Během první poloviny roku 2020 byla zrekonstruována chladicí místnost pro zemřelé. Zcela nově bylo vybudováno i mrazicí zařízení, které v objektu dosud chybělo.